# Lazertinib
Lazertinib es un medicamento indicado en el tratamiento del cáncer de pulmón no microcítico en fase avanzada, cuando existen mutaciones de tipo deleción que afectan al exón 19 o de sustitución que afectan al exón 21 del receptor del factor de crecimiento epidérmico (EGFR). Su uso fue aprobado en Corea del Sur en 2021, por la Agencia de Alimentos y Medicamentos de Estados Unidos (FDA) en 2024 y por la Agencia Europea de Medicamentos en enero de 2025. Se vende con el nombre comercial de Lazcluze.

## Indicaciones
Esta indicado en combinación con amivantamab para el tratamiento de pacientes adultos afectados por cáncer de pulmón no microcítico, en fase avanzada o con metástasis, que presenten determinadas mutaciones en el receptor del factor de crecimiento epidérmico (delección en el exón 19 o mutaciones de sustitución en el exón 21).

## Mecanismo de acción
Es un inhibidor de la tirosina quinasa. Las tirosina quinasas son enzimas que participan en muchas funciones de la célula, entre ellas la división y multiplicación celular. En algunos tipos de cáncer estas enzimas se encuentran demasiado activas o en concentraciones muy elevadas, por lo que impedir su acción disminuye la velocidad de división de las células cancerosas.

## Efectos secundarios
Los efectos secundarios más frecuentes son: erupción cutánea, toxicidad ungueal, reacciones relacionada con la perfusión, disminución del nivel de albúmina en sangre (hiipoalbuminemia), toxicidad hepática, edema, estomatitis, tromboembolismo venoso, parestesia, fatiga, estreñimiento, diarrea, sequedad de piel, disminución del apetito y prurito. Las reacciones adversas graves más frecuentes detectadas son: tromboembolismo venoso, neumonía,  erupción cutánea, neumonitis, COVID-19, toxicidad hepática, derrame pleural, reacción relacionada con la perfusión, insuficiencia respiratoria, fatiga, edema, hipoalbuminemia y disminución de sodio en sangre (hiponatremia). Se ha notificado la aparición de tromboembólico venoso y embolia pulmonar grave tras la administración del fármaco, por lo que se emplea tratamiento profiláctico con un anticoagulante oral o heparina de bajo peso molecular.